# East African Crude Oil Pipeline

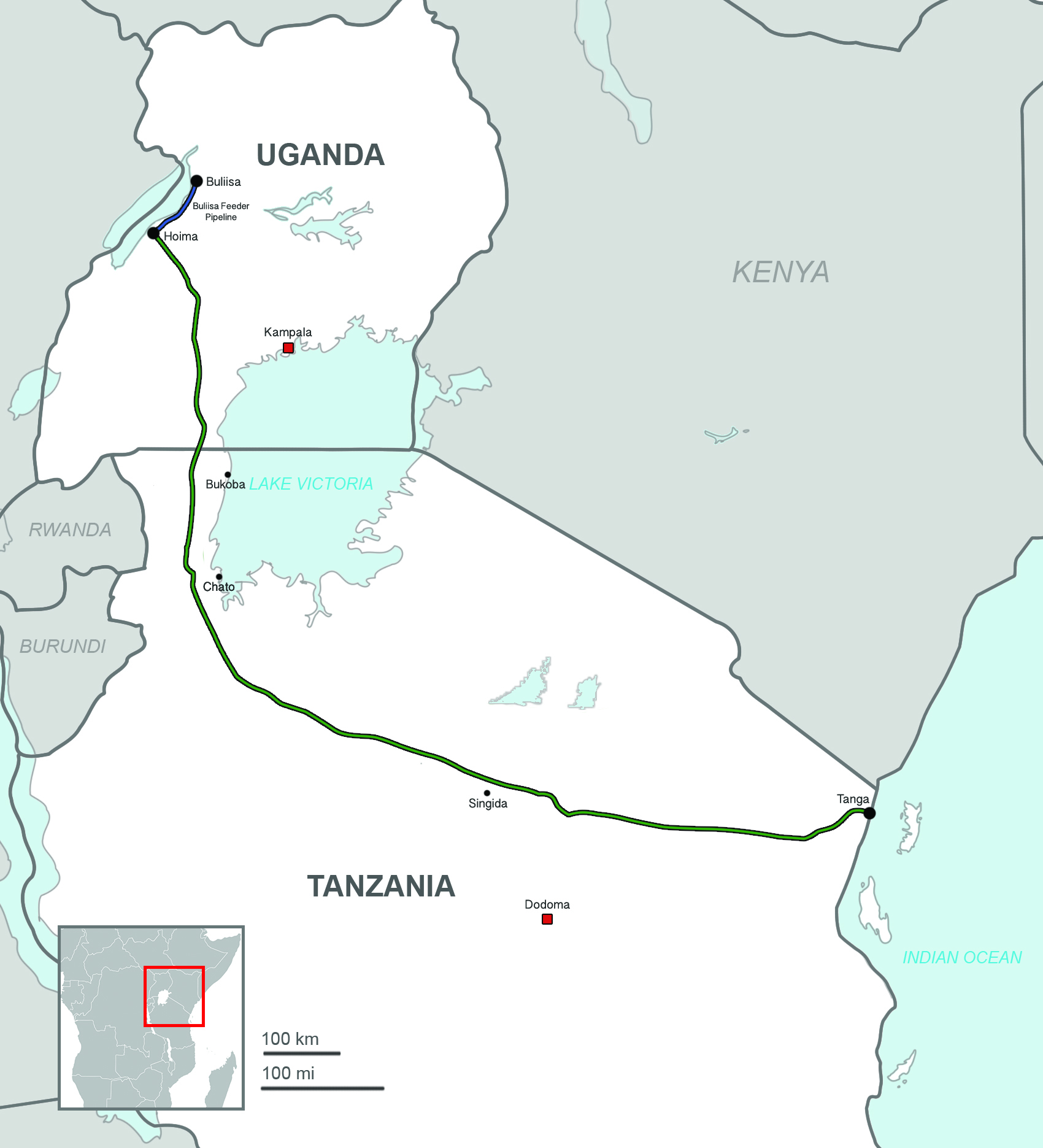
Verlauf der EACOP

Die East African Crude Oil Pipeline („Ostafrikanische Rohöl-Pipeline“, EACOP, auch Uganda–Tanzania Crude Oil Pipeline (UTCOP)) ist eine geplante Öl-Pipeline von zwei Ölfeldern im Osten des ostafrikanischen Albertsees in Uganda zu dem neuen Ölterminal Tanga an der Ostküste Tansanias zum Indischen Ozean (zwischen der größten tansanischen Stadt Daressalam im Süden und dem kenianischen Mombasa im Norden). Mit einer Länge von 1443 km wäre die EACOP nach ihrer Fertigstellung die längste beheizte Pipeline weltweit.

## Entwicklung, Verlauf
Am 1. Februar 2022 gab der französische Ölkonzern TotalEnergies bekannt, dass er grünes Licht für den Bau der Erdölpipeline erhalten habe.
Die Regierungen Ugandas und Tansanias bauen die EACOP gemeinsam mit TotalEnergies sowie der China National Offshore Oil Corporation (CNOOC). Da das geförderte Rohöl bei Umgebungstemperatur zähflüssig ist, muss es für den Transport auf ca. 50 bis 70 Grad Celsius aufgeheizt werden; außerdem braucht es alle paar hundert Kilometer eine Pumpstation.
Die Pipeline nimmt ihren Anfang an der Ostküste des ugandischen Albertsees zwischen dem Ölfeld Tilenga (von TotalEnergies betrieben, nach einer heimischen Antilopen-Art benannt, geplantes Tages-Fördervolumen 190.000 Barrel) und dem weiter im Norden von der CNOOC betriebenen Ölfeld Kingfisher („Eisvogel“; geplante Fördermenge 40.000 Barrel täglich); sie verläuft dann südwärts auf der Westseite von Afrikas größtem Binnensee, dem Victoriasee. Auf dessen halber Höhe quert sie die ugandisch-tansanische Staatsgrenze, um unterhalb des Victoriasees in einem großen Bogen in Richtung Ostküste Afrikas zu schwenken.
Von den 426 Bohrlöchern des Tilenga-Projekts dienen 200 dazu, große Mengen Wasser (aus dem Albertsee) in den Boden zu pumpen, mit dem das zu fördernde Öl aus dem Boden gepresst wird.
Eine ebenfalls neu zu bauende „kleine“ Ölraffinerie soll 60.000 Barrel des hier geförderten Rohöls täglich für Ugandas eigenen Bedarf verarbeiten (Deutschland verbraucht 2,1 Millionen Barrel pro Tag), was den nationalen Bedarf an Benzin, Dieselkraftstoff und Kerosin decken soll; eine zweite, kleinere, ca. 95 km lange Pipeline soll Treibstoff von der Raffinerie in ein Lagerterminal nahe der ugandischen Hauptstadt Kampala transportieren.
Bei der Raffinerie entsteht auch ein neuer internationaler Flughafen, der Hoima International Airport, z. B. für den Transport von Material und Fachkräften, „moderner als der Hauptstadt-Flughafen Entebbe“. Mit einer Länge von dreieinhalb Kilometern ist die bereits bestehende Landebahn lang und stabil genug für die größten Cargo-Flugzeuge der Welt. Der Flughafen wird von Uganda zusammen mit dem Schweizer Bauunternehmen SBI International Holdings (zum israelischen Bau- und Infrastrukturkonzern Shikun & Binui gehörig) und der britischen Firma Colas UK gebaut.

## Ökonomische Bedeutung
A dato gibt es in Uganda keine nennenswerte Ölförderung, auch ist der nationale Bedarf an diesem Rohstoff bislang nicht hoch. Mit einer Bevölkerung von ca. 41 Mio. Menschen gehört das Land zu den ärmsten der Welt; im UN-Entwicklungsindex steht Uganda auf Platz 159 von 189, sein Bruttoinlandsprodukt liegt bei € 777,08 pro Person, dabei arbeiten derzeit knapp 70 Prozent der Bevölkerung im landwirtschaftlichen Sektor. Über die neu geschaffene Uganda National Oil Company hält der Staat 15 Prozent an dem Projekt. Die Petrol Authority of Uganda (PAU) geht von einem jährlich aus dem Ölgeschäft zu erzielendem Gewinn von 1,4 bis 2,9 Mrd. Euro aus – der ugandische Staatshaushalt 2020/21 betrug 11,8 Mrd. Euro.
Hinzugerechnet werden Steuereinnahmen und positive Auswirkungen für andere Wirtschaftszweige, auch sollen im Land 160.000 neue Beschäftigungsverhältnisse im Zusammenhang mit dem Ölgeschäft entstehen.

## Umweltauswirkungen
Die zusätzliche Förderung fossiler Brennstoffe ist unvereinbar z. B. mit dem 1,5-Grad-Ziel der Vereinten Nationen zur Eindämmung der menschengemachten globalen Erwärmung oder wird im Zusammenhang mit der CO2-Blase kritisch gesehen.
Das Tilenga-Ölfeld liegt zum Teil im größten und ältesten ugandischen Nationalpark, dem Murchison-Falls-Nationalpark. Mit hier nachgewiesen lebenden 76 verschiedene Säugetierarten weist er eine große Artenvielfalt auf, darunter über 2.700 Afrikanische Elefanten sowie Affen, Antilopenarten, Büffelherden, Giraffen, Leoparden, Löwen und Nilpferde. In der abwechslungsreichen Landschaft aus Weißem Nil, Savannen, Bäumen und Feuchtgebieten leben 451 Vogelarten, darunter viele bedrohte.
Wo Fahrzeuge den Fluss früher lediglich mit einer kleinen Fähre überqueren konnten, wurde für den Transport von Material und Arbeitern im Nationalpark bereits eine massive Brücke errichtet. Die früher unbefestigte größte Straße im Nationalpark wurde asphaltiert, was laut Umweltverbänden Tiere davon abhalten könnte, sie zu überqueren. Die Regierung Ugandas will 13 Critical Oil Roads bauen, um das Öl-Projekt zu erleichtern.
Dem Murchison-Falls-Park östlich benachbart liegt der Budongo-Wald, in dem eine der größten Schimpansen-Gruppen weltweit lebt; auch durch seine Ausläufer wird eine Straße gezogen.
Entlang der gesamten Pipeline reihen sich Natur- und Landschaftsschutzgebiete, darunter einige Feuchtgebiete von internationaler Bedeutung mit Ramsar-Status, Lebensräume z. B. für Wasser- und Watt-Vögel; in der Nähe des Ölterminals an der afrikanischen Ostküste liegt ein Korallenriff.
Eine kritische Begleitung der Umweltauswirkungen des Projektes wird durch das Africa Institute for Energy Governance vorgenommen.

## Weiteres
Der neue Flughafen Hoima International Airport liegt auch strategisch günstig nahe zur Grenze zur Demokratischen Republik Kongo (DRC), zum Südsudan und zu Ruanda. Uganda besitzt regional bereits die militärische Lufthoheit. Die DRC ist eine der bodenschatzreichsten Gegenden der Welt, z. B. lagern hier 70 % des weltweit verfügbaren Coltans, ein für Tantal-Elektrolytkondensatoren, die überwiegend in miniaturisierten Elektronikgeräten verwendet werden, notwendiges Erz; zudem ist das Krisengebiet einer der wichtigsten Gold-Exportgebiete weltweit.
Für die Umsetzung des Projekts müssen viele Menschen enteignet, umgesiedelt oder entschädigt werden; hier sind bereits mehrere Gerichtsverfahren anhängig wegen ungenügender Entschädigung. In staatlichen Dokumenten wird von über 25.000 Project Affected Persons (PAP, "Projektbetroffenen Personen") gesprochen, wobei die Zählweise uneinheitlich ist (Anzahl der betroffenen Personen versus Anzahl von betroffenen Haushalten bzw. Geschäften); Nichtregierungsorganisationen (NGO) zählen 80.000 bis fast 120.000 betroffene Personen.

## Quelle
- interaktiv.tagesspiegel.de, 31. Mai/2. Juni 2022: Längste beheizte Pipeline der Welt - Ölbrunnen im Nationalpark (deutsch und englisch)